# Phare de Nividic

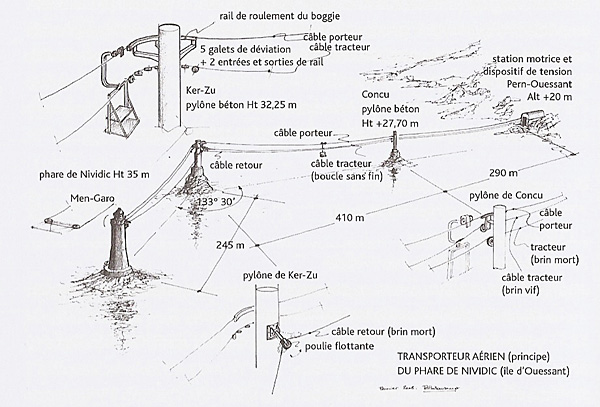
Verkabelung und Seilbahn zu Nividic

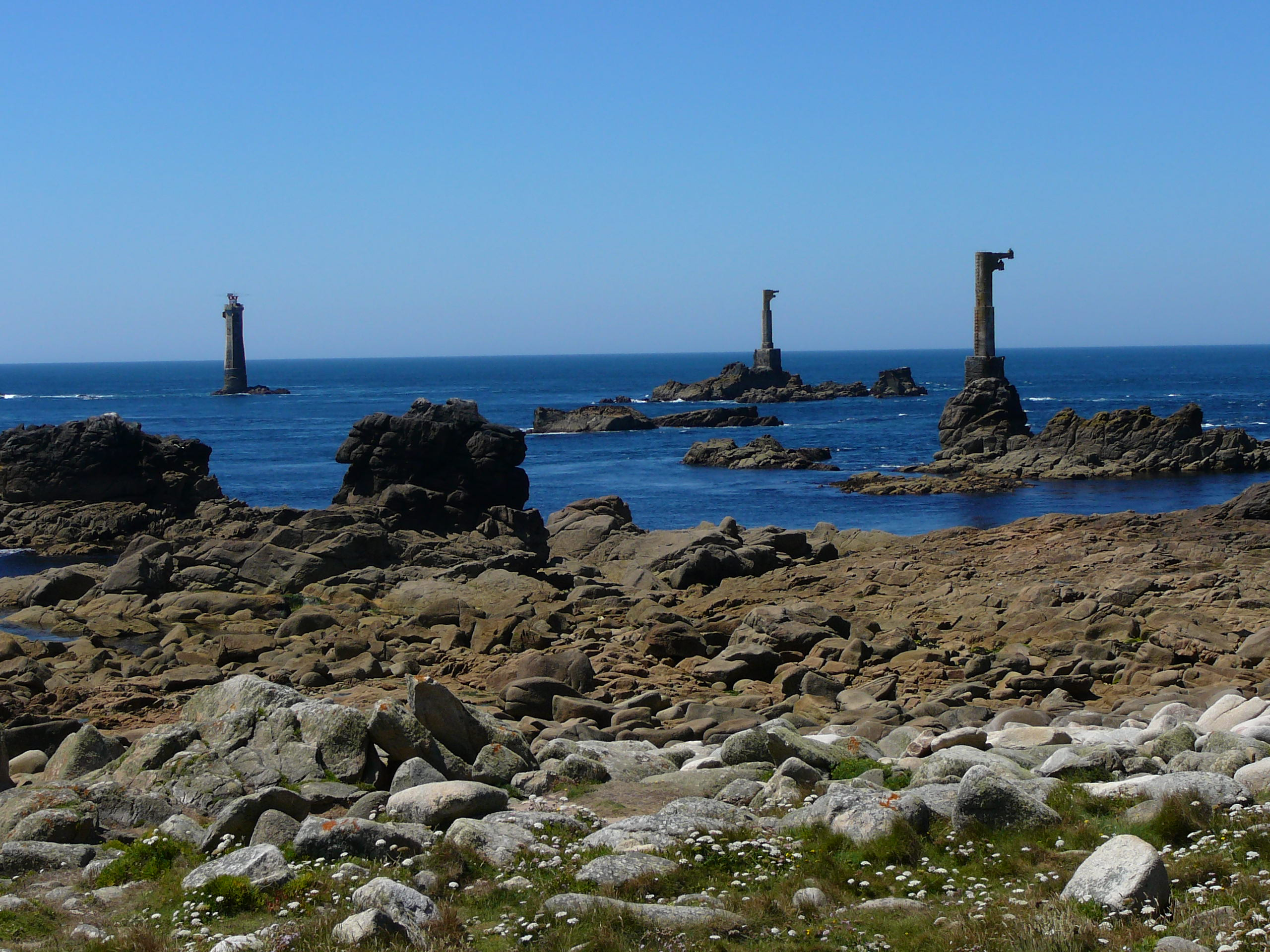
Nividic mit Relaistürmen

Phare de Nividic ist der Name eines Leuchtturms auf offener See vor dem Pointe de Perne, an der Westküste der Insel Ouessant, in der Bretagne. Er markiert gleichzeitig auch den westlichsten Punkt Frankreichs in Europa. Sein Name leitet sich von dem Felsen ab, auf dem er erbaut wurde: le Leurvaz an Ividig.

## Geschichte
Nividic wurde zwischen 1912 und 1936 erbaut, um dann nur vier Jahre im Betrieb zu sein. Während des Zweiten Weltkriegs aufgegeben, wurde er in den Jahren um 1950 mehrmals restauriert und renoviert. Er ist noch heute in Betrieb. Als Besonderheiten müssen die einzigartige Seilbahnkonstruktion zum Transport der Leuchtturmwärter sowie der später errichtete Helikopterlandeplatz erwähnt werden.
Die Entscheidung zum Bau wurde am 5. Januar 1910 getroffen. Die Gesamtkosten wurden auf ca. 160.000 Goldfranken geschätzt.

## 24 Jahre Bauzeit
Die ersten Arbeiten am Mauerwerk begannen im Sommer 1912, ein Jahr nach der Inbetriebnahme des Leuchtturms La Jument, ca. 3 km südlich. Aufgrund der zahlreichen Riffe und starken Strömungen war es nur möglich, ca. 50 Kubikmeter Mauerwerk in den Jahren zwischen 1913 und 1916 aufzutragen. Der Erste Weltkrieg behinderte die Arbeiten jedoch nicht. Im Jahr 1926 erhob sich Nividic 26 m über den Felsen. Der Hauptbau war 1933 fertiggestellt. Licht- und Nebelhornanlage wurden zwischen 1929 und 1936 installiert. Ein Testlauf fand im Jahr 1933 statt.
1936 ging schließlich das elektrische Signal in Betrieb.

## Vier Jahre Betrieb
1940 musste mit der Ankunft der deutschen Wehrmacht auf Ouessant aus strategischen Gründen jegliche Küstenbeleuchtung erlöschen, somit – nach nur vier Jahren Betrieb – auch Nividic. 1943 rissen die korrodierten Oberleitungen. Somit war ein Zugang zum Leuchtturm nicht mehr möglich.
Die Entscheidung Nividic endgültig aufzugeben wurde 1945 getroffen.

## Nach dem Krieg
Bis 1952 wurde der Leuchtturm nicht genutzt. Danach wurden Versuche unternommen, den Betrieb mittels einer Notbeleuchtung durch Gasflaschen wieder aufzunehmen. Der schwierige Zugang zum Turm ließ einen störungsfreien Betrieb allerdings zu keinem Zeitpunkt zu. 1953 wurde aus diesem Grund ein neues Stromkabel verlegt, das jedoch keinen nennenswerten Fortschritt brachte. So waren z. B. vom Zeitpunkt der Inbetriebnahme im Februar desselben Jahres bis zum August 1955 keine Inspektionsbesuche möglich.
Im Jahr 1958 wurde direkt über dem Leuchtfeuer eine 5 mal 5 m messende Holzkonstruktion installiert, welche es einem Helikopter erlaubte, den Leuchtturm mit Gasflaschen zu versorgen, um die Notbefeuerungsanlage wieder nutzen zu können. Ein Testflug am 26. September desselben Jahres bestätigte die Durchführbarkeit dieses Konzeptes. Der somit neu geschaffene Zugang zum Turm ermöglichte auch eine erneute Renovierung, die im Mai 1959 begann und mittels 206 Helikoptertransferflügen realisiert wurde.
1971 wurde die Holzplattform durch eine stabilere und wetterfeste Plattform aus einer Aluminiumlegierung ersetzt. Zu diesem Zeitpunkt wurde auch das Netzkabel aufgegeben und die Versorgung zu 100 Prozent aus der Luft übernommen.
1996 wurden Sonnenkollektoren installiert. Durch diese Maßnahme konnte auf das 2000 Meter lange, sechs Tonnen schwere und über zwei Relaistürme laufende Versorgungskabel verzichtet werden, welches von Anfang an immer wieder zu Störungen führte. Seine Tragweite beträgt zehn Seemeilen.
Über die Geschichte der Leuchttürme auf Ouessant informiert ein Museum auf der Insel.

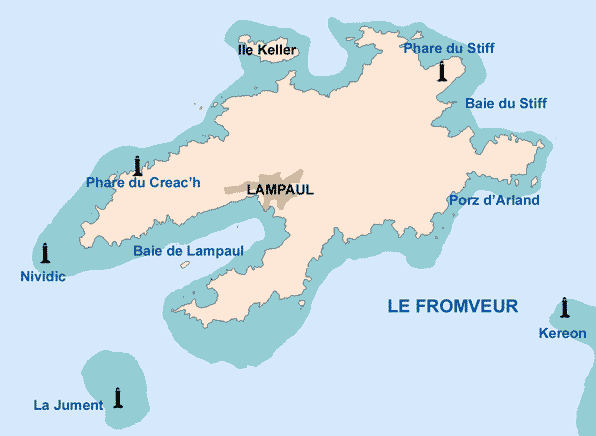
Leuchtturmsituation auf und um Ouessant